# Nyctalospora compacta
Nyctalospora compacta är en svampart som beskrevs av E.F. Morris 1972. Nyctalospora compacta ingår i släktet Nyctalospora, divisionen sporsäcksvampar och riket svampar.   Inga underarter finns listade i Catalogue of Life.